# Zombiefilm

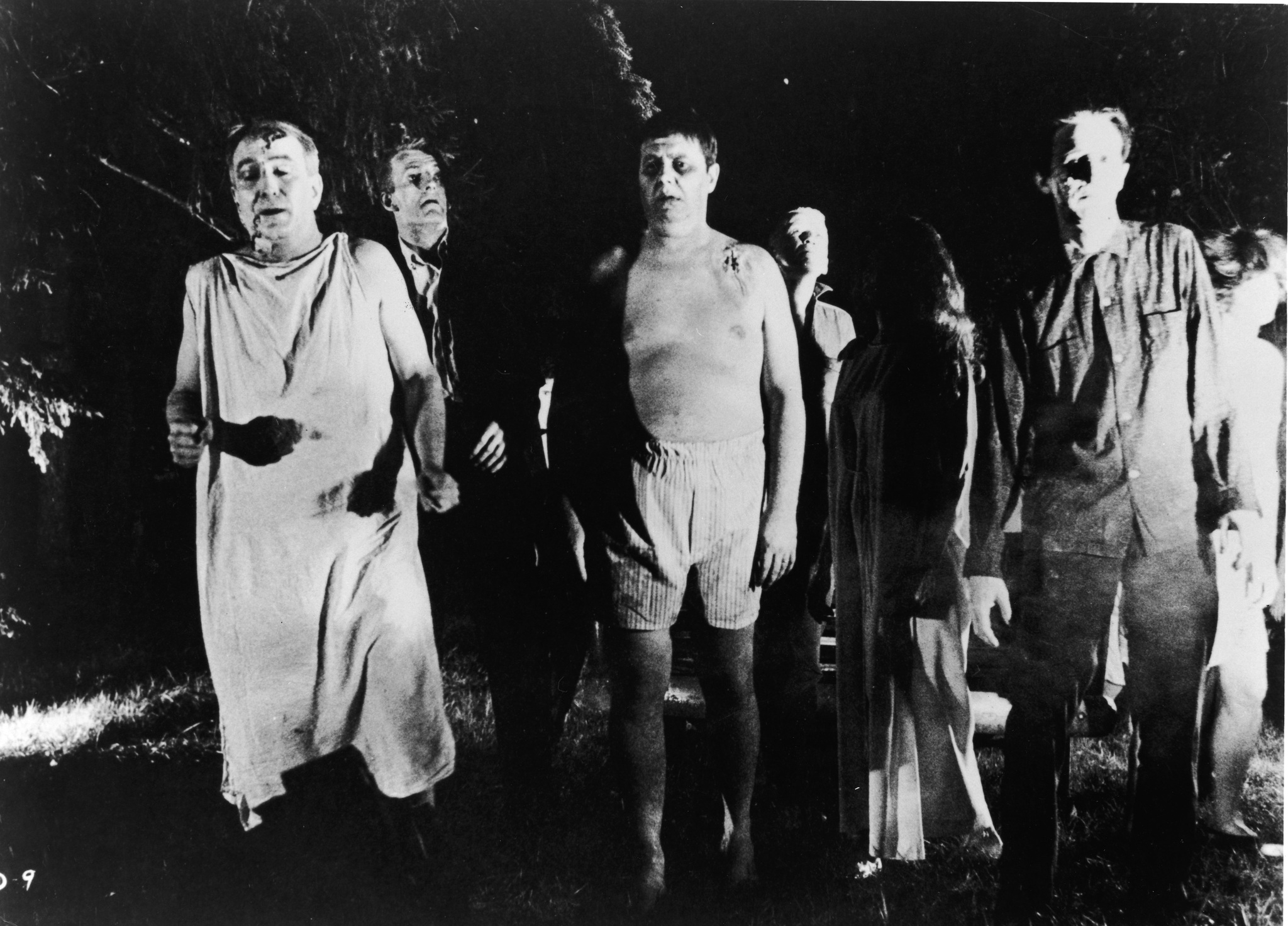
Zombies i Night of the Living Dead (1968).

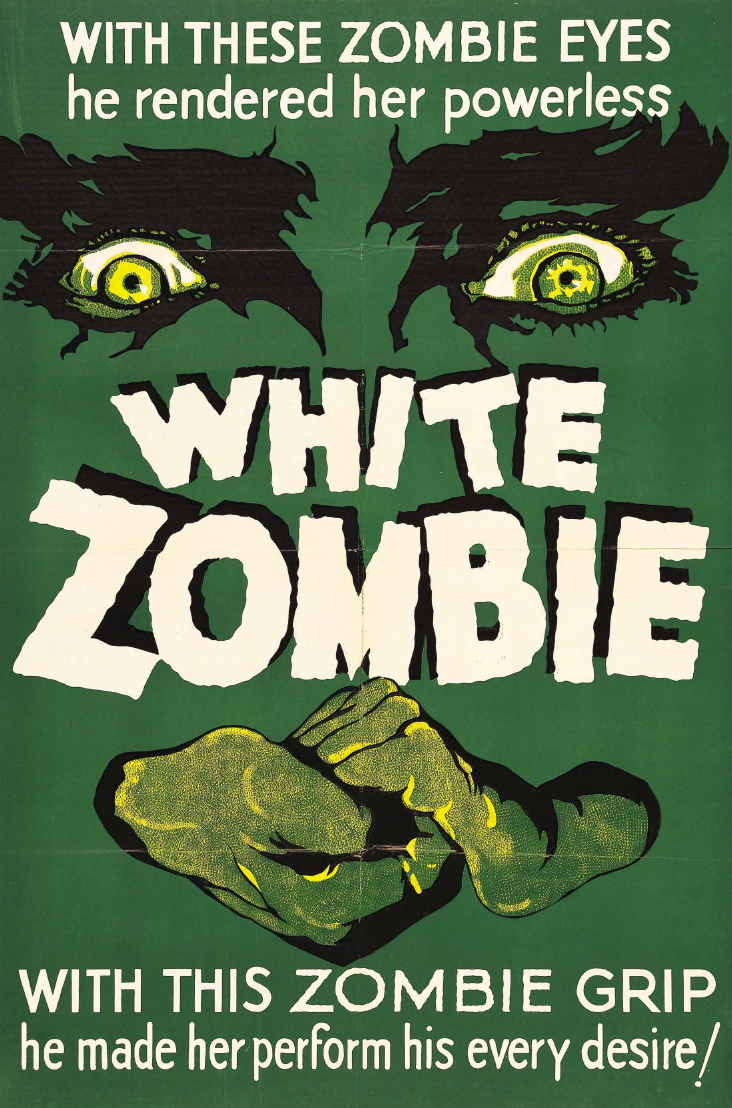
Affisch för White Zombie (1932), en av de första zombiefilmerna.

Zombiefilm är en filmgenre med zombietema, det vill säga döda människor som av någon anledning blir levande på nytt, oftast utan att minnas någonting ur sitt tidigare liv, inte sällan hungrande efter människokött och hjärna. I de flesta fall passar filmerna även in i skräckgenren.

## Definition
Definitionen av vad en zombie är kan variera mellan olika filmer, men ett övergripande gemensamt tema är en död människa som stiger upp ur sin grav med en djurisk instinkt att döda och äta människor. Oftast brukar zombiens offer själva bli zombier efter att de blivit bitna.
Anledningen bakom detta varierar från film till film. I vissa fall är det av rent biologiska orsaker, med zombierna beskrivna som drabbade av ett virus. I andra fall, som exempelvis Night of the Living Dead (1968) är förklaringen mer mystisk eller religiös, ofta förklarad som en öppnad port till helvetet, där demoner tar över de dödas kroppar. I andra fall förklaras aldrig anledningen bakom. Det kan också variera mellan filmerna vad de döda kallas, eftersom nyare filmer kan vilja tvätta bort kliché-stämpeln från äldre filmer. Exempelvis kallas zombierna i The Walking Dead (2010) "walkers" ("vandrare"), trots att de företer zombiernas karakteristiska drag.
Zombierna bär också vissa karaktäristiska drag utöver detta, som kan variera mycket från film till film. I de flesta fall är zombierna ointelligenta, oförmögna att göra enkla saker som att exempelvis öppna en dörr. De är också traditionellt långsamma även om undantag finns, exempelvis i filmen World War Z. De minns i de flesta fall ingenting ifrån sitt tidigare liv. Speciellt i den arketypiska Night of the Living Dead framstår zombierna inte som döda människor som vaknat på nytt, utan snarare som om någonting nytt har tagit över deras gamla kroppar, medan ursprungspersonen är borta.
Det finns dock undantag och zombier i vissa filmer kan vara snabba och någorlunda intelligenta. I en del filmer har det även antytts att de till en viss grad kan minnas delar av sitt tidigare liv, och minns och vill tillbaka till sitt gamla hus.
Zombiefilmer är nästan per definition skräckfilmer, och innehåller ofta en hel del splatter och scener som ska vara äcklande. Dessutom finns det filmer som liknar zombiefilmer men som ändå är så pass udda eller annorlunda att man inte kallar dem zombiefilmer, trots att de har typiska drag från sådana. Exempel är The Crazies, Demons och Slither med flera. Vissa zombiefilmer har även en mer komisk ton, till exempel Braindead, City of Rott, Redneck Zombies, Shaun of the Dead med flera. 

## Svenska zombiefilmer
Den första svenska zombiefilmen var Die Zombiejäger från 2005. Andra exempel är Svart död och Vittra från 2012, Zombie Mayhem från 2005 och Zombie Psycho Sthlm med Thorsten Flinck.

## Historia
White Zombie från 1932 med Bela Lugosi i huvudrollen är en mycket tidig zombiefilm, möjligen den allra första. Det dröjde dock flera decennier tills genren fick sitt stora uppsving under 1960- och 1970-talen, och viktiga filmer i genren anses vara amerikanen George A. Romeros Night of the Living Dead (1968) och Dawn of the Dead (1978). Det gjordes även en del zombiefilmer i Italien, bland annat av regissören Lucio Fulci. 
I modern tid finns även exempelvis en nyinspelning av Dawn of the Dead (2004), filmen 28 Days Later (2002), dess uppföljare 28 Weeks Later (2007) och den kritikerrosade TV-serien The Walking Dead.